# A Cinderella Story (саундтрек)
A Cinderella Story: Original Soundtrack — альбом саундтреків до фільму «Історія Попелюшки». У США альбом вийшов 13 липня 2004. Альбом містить п'ять пісень у виконанні Гіларі Дафф. Одну з них, «Our Lips Are Sealed», сестри Дафф записали спеціально для фільму у якості саундтреку. Дві пісні взяті із студійного альбому Дафф Hilary Duff. Пісня «One in This World» виконана Гейлі Дафф. Альбом отримав золоту сертифікацію від американської компанії RIAA, продаючи по США 500,000 копій.

## Список пісень
1. «Our Lips Are Sealed» — Гіларі Дафф і Гейлі Дафф
2. «Anywhere But Here» — Гіларі Дафф
3. «The Best Day of My Life» — Джессі Маккартні
4. «Girl Can Rock» — Гіларі Дафф
5. «Now You Know» — Гіларі Дафф
6. «One in This World» — Гейлі Дафф
7. «Crash World» — Гіларі Дафф
8. «To Make You Feel My Love» — Josh Kelley
9. «Sympathy» — the Goo Goo Dolls
10. «Friend» — Kaitlyn
11. «Beautiful Soul» (Cinderella mix) — Джессі Маккартні
12. «I'll Be» — Edwin McCain
13. «Fallen» — Mya
14. «First Day of the Rest of Our Lives» — MxPx
15. «Metamorphosis» (вживу) — Гіларі Дафф (бонусна пісня)

### Пісні, які є у фільмі, але не присутні на диску
1. «Hear You Me (May Angels Lead You In)» — Jimmy Eat World
2. «Falling For You» — Busted
3. «I'm Your Angel» — Селін Діон
4. «Rescue Me» — Fontella Bass
5. «Going Out With A Bang» — G-Sleep
6. «Never Gonna Stop» — Johannah Halvorsen
7. «Tear The Roof Off» — Lo (feat. Misery III)
8. «I Need Your Loving» — Don Gardner and Dee Dee Ford
9. «Coming Right Back» — Soul Partol
10. «Stolen Kisses» — The Peak Show
11. «Hit The Decks» — Cirrus
12. «Where Ur At» — 1200 Techniques
13. «Straight Laid Out» — Cirrus
14. «I Met A Girl» — Wheat
15. «Spanish Flea» — Herb Alpert and the Tijuana Brass
16. «Boom» — Fan 3
17. «This Will Be (An Everlasting Love)» — Natalie Cole

## Чарти

### Тижневі чарти
| Чарт (2004)                        | Найвища позиція |
| ---------------------------------- | --------------- |
| Австралія Australian Albums (ARIA) | 37              |
| Канада Canadian Albums (Billboard) | 3               |
| США Billboard 200                  | 9               |
| США Soundtrack Albums (Billboard)  | 1               |

### Річні чарти
| Чарт (2004)                      | Позиція |
| -------------------------------- | ------- |
| US Billboard 200                 | 172     |
| US Soundtrack Albums (Billboard) | 10      |

## Сертифікації
| Регіон                                             | Сертифікація | Продажі  |
| -------------------------------------------------- | ------------ | -------- |
| США (RIAA)                                         | Золотий      | 500 000^ |
| ^відвантаження, що базуються лише на сертифікаціях |              |          |

## Історія релізів
| Регіон          | Дата             | Лейбл             | Формат | Каталог    |
| --------------- | ---------------- | ----------------- | ------ | ---------- |
| США             | 13 липня 2004    | Hollywood Records | CD     | 162453     |
| Велика Британія | 23 серпня 2004   | Warner            | CD     |            |
| Японія          | 3 листопада 2004 | Avex Trax         | CD     |            |
| Австралія       | 6 вересня 2004   | FMR Records       | CD     | 2061624532 |